# マックホルツ彗星 (C/2004 Q2)
マックホルツ彗星（英語: Comet Machholz、仮符号:C/2004 Q2）は、2004年から2005年にかけて肉眼で見られた長周期彗星である。

## 発見
マックホルツ彗星 (C/2004 Q2) は、アメリカ・カリフォルニア州在住のコメットハンター（彗星捜索家）であるドナルド・マックホルツによって2004年8月27日に発見された。この彗星は、彼が1975年に彗星捜索を始めて以来10個目に発見した彗星である。発見された時の明るさは11.2等であった。

## 軌道
マックホルツ彗星は、極めて細長く、ほとんど放物線軌道に近い楕円軌道を描いて太陽を公転しており、軌道は黄道面に対して38.6°傾いている。近日点距離は1.2 auであり、地球と火星の軌道の間に位置している。太陽から遠日点までの距離は4832 auと非常に遠く、次に太陽に接近するのは西暦12万年頃である。

## 地球接近

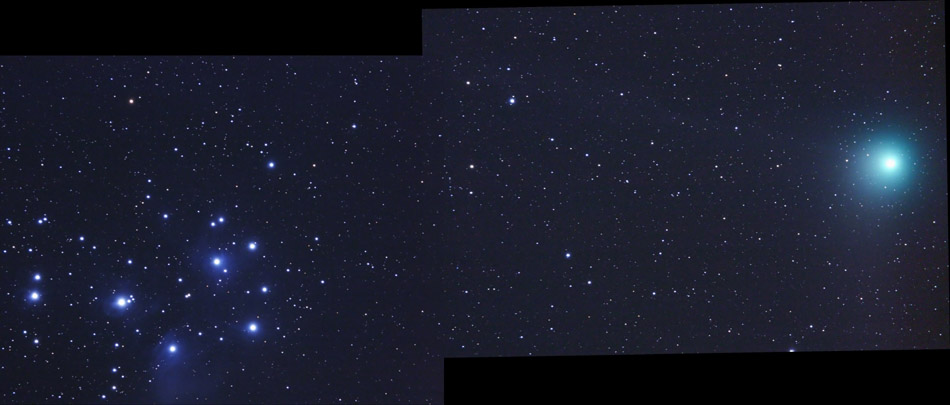
2005年1月8日にプレアデス星団に接近したマックホルツ彗星

マックホルツ彗星は2005年1月24日に近日点を通過し、それに先立つ2005年1月5日には地球に0.347 auまで接近した。地球に最も近づいた2004年12月から2005年1月にかけては、最大で約3等まで明るくなった。光害のない空が暗い場所では肉眼でも見え、双眼鏡を使えば青い尾をひく様子がくっきり見える程となった。彗星が地球の軌道の外側を公転していたため、夕方や明け方に太陽に近い低空の空に見える多くの彗星と異なり、夜の暗い空で長時間見ることができた。地球最接近時には、彗星を太陽方向から見ることになり、彗星の尾が伸びる方向と視線方向が近くなったため、ダストテイルとイオンテイルが90°以上異なる方向に伸びているアンチテイルが多くの写真に捉えられた。
肉眼でも十分観測できる明るさであること、夜の早いうちに天頂付近で観測できること、目印になる天体が多く発見しやすいことなど好条件が重なったため、2005年最初の天体ショーとして注目された。特に1月7日から9日にかけては、プレアデス星団（すばる、M45）に非常に接近し、肉眼で彗星を見るチャンスとして、天文ファンだけでなく一般人の間でも話題となった。その後、彗星はさらに北天のペルセウス座へ移動し、オリオン大星雲 (M42) と似たような姿で、それより少し明るく見えた。肉眼ではぼんやりとした星のように見え、双眼鏡ではイオンテイルが見えた。時には、よりぼんやりとしたダストテイルが見えることもあった。1月下旬から5月中旬にかけては赤緯が高くなり、日本などの北半球中緯度地域では1日中地平線下に沈まない周極星となった。2006年8月現在は、へび座にあり、明るさは18等級前後と思われる。